# الرجل ذو القلب الحديدي
الرجل ذو القلب الحديدي (بالإنجليزية: HHhH)‏ هو فيلم حرب مأخوذة من رواية أولى للكاتب الفرنسي لوران بينيه، وهو فيلم فرنسي صدر سنة 2010. يحكي الفيلم قصة عملية أنثروبويد، والتي تم فيها اغتيال الزعيم النازي راينهارد هايدريش في براغ خلال الحرب العالمية الثانية. وحصلت الرواية المأخوذ منها الفيلم على جائزة غونكور سنة 2010.

## القصة
يحكي الفيلم قصة القائد النازي راينهارد هاريدريش وكيفية صعوده ليصبح واحداً من قادة اس اس وكيفية إغتياله على يد أفراد المقاومة في مدينة براغ التشيكية عام 1942 وما تلاها من أحداث.